# Consigli dei Cittadini Bianchi
I Consigli dei Cittadini Bianchi (in inglese: White Citizens' Councils, WCC) sono stati una rete di organizzazioni di potere bianco degli Stati Uniti d'America, concentrati negli Stati Uniti meridionali.
Il primo consiglio fu formato l'11 luglio 1954. Con circa sessantamila membri, i gruppi furono fondati con lo scopo principale di opporsi all'integrazione razziale nelle scuole, alle iscrizioni degli elettori nelle liste elettorali e alle integrazioni delle strutture pubbliche durante gli anni cinquanta e sessanta. I membri usavano dure tattiche di intimidazione, compresi boicottaggi economici, licenziamenti dal posto di lavoro, propaganda e violenza contro cittadini e attivisti per i diritti civili.

## Storia
Nascita e sviluppo
Nel 1954 la Corte Suprema degli Stati Uniti decretò in Brown contro Board of Education che la segregazione delle scuole pubbliche era incostituzionale. Alcune fonti sostengono che il Consiglio dei Cittadini Bianchi iniziò per la prima volta dopo questo a Greenwood, nel Mississippi. Altri dicono che ha avuto origine a Indianola, nel Mississippi. Il leader riconosciuto era Robert B. Patterson di Indianola,  un manager di piantagioni e un ex capitano della squadra di football della Mississippi State University. Ulteriori capitoli si diffondono in altre città del sud. In questo momento, la maggior parte degli stati del sud ha forzato la segregazione razziale di tutte le strutture pubbliche; in luoghi in cui le leggi locali non richiedevano la segregazione, le molestie di Jim Crow l'imponevano. Dopo gli sforzi preliminari di ricostruzione post-guerra civile condotti da neri e bianchi più poveri, il periodo successivo dal 1890 al 1908 portò alla privazione della maggioranza dei neri attraverso il passaggio di nuove costituzioni e altre leggi che rendevano più difficile la registrazione degli elettori e le elezioni, e portò alla fondazione del Ku Klux Klan. Nonostante le organizzazioni per i diritti civili abbiano vinto alcune sfide legali, la maggior parte dei neri negli anni '50 era ancora vendetta per aver votato, oltre che per guidare gli autobus e sedersi ai banchi del pranzo, nel Sud e lo è rimasto anche dopo il passaggio della votazione Rights Act del 1965.
Patterson ed i suoi seguaci hanno formato il White Citizens Council in parte per rispondere con ritorsioni economiche e violenze a un maggiore attivismo per i diritti civili. Il Consiglio Regionale della Negro Leadership (RCNL), un'organizzazione di diritti civili di base fondata nel 1951 da T. R. M. Howard della città completamente nera Mound Bayou, nel Mississippi, era anche a 40 miglia da Indianola. Aaron Henry, un ufficiale successivo nella RCNL e il futuro capo della NAACP del Mississippi aveva incontrato Patterson durante la loro infanzia.
Nel giro di pochi mesi, il White Citizens Council aveva attratto membri razzisti simili; nuovi capitoli sviluppati oltre il Mississippi nel resto del profondo sud. Il Consiglio spesso aveva il sostegno dei principali cittadini bianchi di molte comunità, tra cui imprenditori, forze dell'ordine, leader civici e talvolta religiosi, molti dei quali erano membri. Le aziende associate, come la pubblicazione di giornali, la rappresentanza legale, il servizio medico, erano conosciute per aver agito collettivamente contro elettori registrati i cui nomi erano stati pubblicati per la prima volta su giornali locali prima che fossero intraprese ulteriori azioni di ritorsione contro di loro.
Ritorsioni e violenze economiche
A differenza del Ku Klux Klan, ma lavorando all'unisono, il White Citizens Council si è riunito apertamente, ed è stato visto superficialmente come "perseguendo l'agenda del Klan con il contegno del Rotary Club." Anche se il White Citizens Council ha eluso pubblicamente l'uso di violenza, le tattiche economiche e politiche usate contro gli elettori registrati e gli attivisti hanno abbracciato la violenza istituzionale. I membri del Consiglio dei cittadini bianchi hanno collaborato per minacciare posti di lavoro, provocando licenziamenti o sfrattati dalle case in affitto; hanno boicottato le imprese, assicurato che gli attivisti non potessero ottenere prestiti, tra le altre tattiche. Come nota lo storico Charles Payne, "Nonostante le dichiarazioni ufficiali, la violenza è stata seguita spesso a seguito delle campagne di intimidazione del Consiglio."  Occasionalmente alcuni Consigli hanno incitato direttamente alla violenza, come linciaggi, sparatorie, stupri e incendi dolosi, come ha fatto Leander Perez durante il Crisi di segregazione scolastica a New Orleans. In alcuni casi, i membri del Consiglio sono stati coinvolti direttamente in atti di violenza, come Nat King Cole che veniva aggredita a Birmingham o Byron De La Beckwith che uccideva Medgar Evers.
Ad esempio, a Montgomery, in Alabama, durante il boicottaggio degli autobus di Montgomery, in cui il senatore James Eastland "si è scatenato contro la NAACP"  durante una grande riunione del Consiglio nel Coliseum Garrett, un volantino ciclostilato pubblicamente sposando l'estremo razzista del Consiglio dei cittadini bianchi e la retorica di Ku Klux Klan è stata distribuita, parodiando la Dichiarazione di Indipendenza e dicendo:
Quando nel corso degli eventi umani, diventa necessario abolire la razza negra, dovrebbero essere usati metodi appropriati. Tra questi ci sono pistole, archi e frecce, colpi di fionda e coltelli.
Riteniamo che queste verità siano evidenti che tutti i bianchi sono creati uguali a certi diritti; tra questi ci sono la vita, la libertà e il perseguimento dei negri morti.
I consigli dei cittadini usavano tattiche economiche contro gli afroamericani che consideravano come favorevoli alla desegregazione e ai diritti di voto, o per appartenere alla NAACP, o addirittura sospettati di essere attivisti; le tattiche includevano "chiamare" i mutui dei cittadini neri, negare prestiti e credito d'impresa, spingere i datori di lavoro a licenziare certe persone e boicottare le imprese di proprietà nera. In alcune città, i Consigli hanno pubblicato elenchi di nomi di sostenitori e firmatari NAACP di petizioni anti-segregazione sui giornali locali al fine di incoraggiare le rappresaglie economiche .
Ad esempio, nella città di Yazoo, nel Mississippi, nel 1955, il Consiglio dei cittadini ha pubblicato sul giornale locale i nomi di 53 firmatari di una petizione per l'integrazione scolastica. Poco dopo, i firmatari hanno perso il lavoro e il loro credito è stato interrotto. Come afferma Charles Payne, i Consigli operavano "scatenando un'ondata di rappresaglie economiche contro chiunque, nero o bianco, vista come una minaccia per lo status quo".  I loro obiettivi includevano professionisti neri come insegnanti e agricoltori , studenti delle scuole superiori e del college, proprietari di negozi e casalinghe .
Il primo lavoro di Medgar Evers per il NAACP a livello nazionale prevedeva interviste a Mississippi che erano stati intimiditi dai White Citizens 'Councils e preparavano affidavit da usare come prova contro i Council, se necessario. Evers fu assassinato nel 1963 da Byron De La Beckwith, membro del White Citizens 'Council e del Ku Klux Klan.  Il Consiglio dei cittadini pagò le sue spese legali nei suoi due processi nel 1964, che portarono entrambi a giurie sospese. Nel 1994, Beckwith fu processato dallo stato del Mississippi sulla base di nuove prove, in parte rivelate da una lunga indagine del Jackson Clarion Ledger; fu condannato per omicidio di primo grado e condannato all'ergastolo.
Influenza politica
Joe D. Waggonner, Jr.
Molti importanti politici statali e locali erano membri dei Consigli; in alcuni stati, questo ha dato all'organizzazione un'immensa influenza sulle legislature statali. In Mississippi, la Commissione per la sovranità dello stato ha finanziato i Consigli dei cittadini, in alcuni anni fornendo fino a 50000 $. Questa agenzia statale, finanziata dalle tasse pagate da tutti i cittadini, condivideva anche le informazioni con i Consigli che aveva raccolto attraverso indagini e sorveglianza di attivisti per l'integrazione . Ad esempio, il Dr. M. Ney Williams era sia un direttore del Consiglio dei cittadini che un consigliere del governatore Ross Barnett del Mississippi.  Barnett era un membro del Consiglio, così come il sindaco di Jackson Allen C. Thompson.  Nel 1955, nel mezzo del boicottaggio degli autobus, tutti e tre i membri della commissione cittadina di Montgomery in Alabama annunciarono in televisione che erano entrati a far parte del Consiglio dei cittadini.
Numan Bartley ha scritto: "In Louisiana, l'organizzazione del Consiglio dei cittadini ha iniziato come (e in gran parte rimaneva) una proiezione del Comitato legislativo congiunto per mantenere la segregazione".  In Louisiana, i leader del Consiglio dei Cittadini originario includevano il Senatore dello Stato e il candidato governatore William M. Rainach, il rappresentante degli Stati Uniti Joe D. Waggonner, Jr., l'editore Ned Touchstone, e il giudice Leander Perez, considerato il capo politico di Plaquemines e parrocchie di San Bernardo vicino a New Orleans.  Dopo aver lasciato la redazione dello Shreveport Journal nel 1971, George W. Shannon si trasferì a Jackson, nel Mississippi, per lavorare a The Citizen, una rivista mensile del Consiglio dei cittadini. Il cittadino fermò la pubblicazione nel gennaio 1979, quando Shannon era tornata a Shreveport.
Il 16 luglio 1956, "sotto la pressione dei White Citizens Councils" , la Legislatura dello Stato della Louisiana approvò una legge che impone la segregazione razziale in quasi ogni aspetto della vita pubblica; gran parte della segregazione esisteva già con l'abitudine di Jim Crow. Il disegno di legge fu firmato in legge dal governatore Earl Long il 16 luglio 1956 ed entrò in vigore il 15 ottobre 1956. L'atto recitava, in parte:
Una legge che proibisce tutte le danze interrazziali, le funzioni sociali, i divertimenti, la preparazione atletica, i giochi, gli sport, i concorsi e altre attività simili; fornire posti a sedere separati e altre strutture per bianchi e negri [in minuscolo nell'originale] ... A tutte le persone, aziende e società è proibito sponsorizzare, organizzare, partecipare o autorizzare in locali sotto il loro controllo ... tali attività Coinvolgimento di contatti personali e sociali in cui i partecipanti sono membri delle razze bianche e negre ... Alle persone bianche è vietato sedersi o utilizzare qualsiasi parte dei sedili e strutture sanitarie o di altro tipo riservate ai membri della razza negra. Alle persone negre è vietato sedersi o utilizzare qualsiasi parte dei posti a sedere e strutture sanitarie o di altro tipo riservate ai bianchi.
Un'altra disposizione che riuscirono a superare fu una legge di contestazione pubblica che consentiva a due elettori di sfidare un altro elettore per vedere se fosse stato registrato legittimamente, disposizione per eliminare gli elettori neri, in una parrocchia, Bienville, il 95% degli elettori neri fu epurato . Allo stesso modo, sono stati coinvolti nel consegnare ai registri opuscoli come le leggi sulle qualifiche degli elettori in Louisiana: la chiave della vittoria nella lotta per la segregazione e farli partecipare ai seminari obbligatori sulla prevenzione della registrazione nera e dell'eliminazione degli elettori neri.
La desegregazione scolastica e la fine dei consigli
Per tutta la seconda metà degli anni '50, i White Citizens 'Councils hanno prodotto libri per bambini razzisti che hanno insegnato che il paradiso (nella concezione cristiana) è segregato. Il White Citizens 'Council in Mississippi ha impedito l'integrazione scolastica fino al 1964. Poiché la desegregazione scolastica aumentava in alcune parti del Sud, in alcune comunità il White Citizens 'Council sponsorizzava "scuole di consiglio", istituzioni private istituite per bambini bianchi, poiché questi erano fuori dalla portata della sentenza sulle scuole pubbliche . Molte di queste "accademie di segregazione" private continuano ad operare oggi.
Negli anni '70, quando gli atteggiamenti dei sudisti bianchi verso la desegregazione iniziarono a cambiare dopo il passaggio della legislazione federale sui diritti civili e l'applicazione dell'integrazione e dei diritti di voto negli anni '60, le attività dei White Citizens 'Councils cominciarono a calare. Il Consiglio dei Cittadini Conservatori, fondato da ex membri del Consiglio dei Cittadini Bianchi, ha continuato gli ordini del giorno dei precedenti Consigli.